# Bert Haanstra
Albert Haanstra ((31 de mayo de 1916 – 23 de octubre de 1997) fue un director holandés. Su documental Glas (1958) ganó el Premio de la Academia al Mejor Cortometraje Documental en 1959. Su largometraje Fanfare (1958) fue la película holandesa más vista en su momento, y desde entonces solo superada por Turkish Delight (1973).

## Primeros años de vida
Albert Haanstra nació el 31 de mayo de 1916 en Espelo, un pequeño pueblo cerca de Holten, en los Países Bajos. Sus padres fueron Folkert Haanstra, maestro de escuela, y Jansje Schuiveling. Haanstra creció en el pueblo de Goor en un entorno de pobreza.
Haanstra fue aceptado en la Real Academia Holandesa de Artes y Ciencias, pero posteriormente rechazó la oferta porque sentía que los largos años de estudio no serían nada en comparación con la experiencia de la vida real. Durante su empleo posterior como fotógrafo de prensa, Haanstra experimentó con la fotografía escenificada, donde crearía su primera película, Catfish.

## Carrera

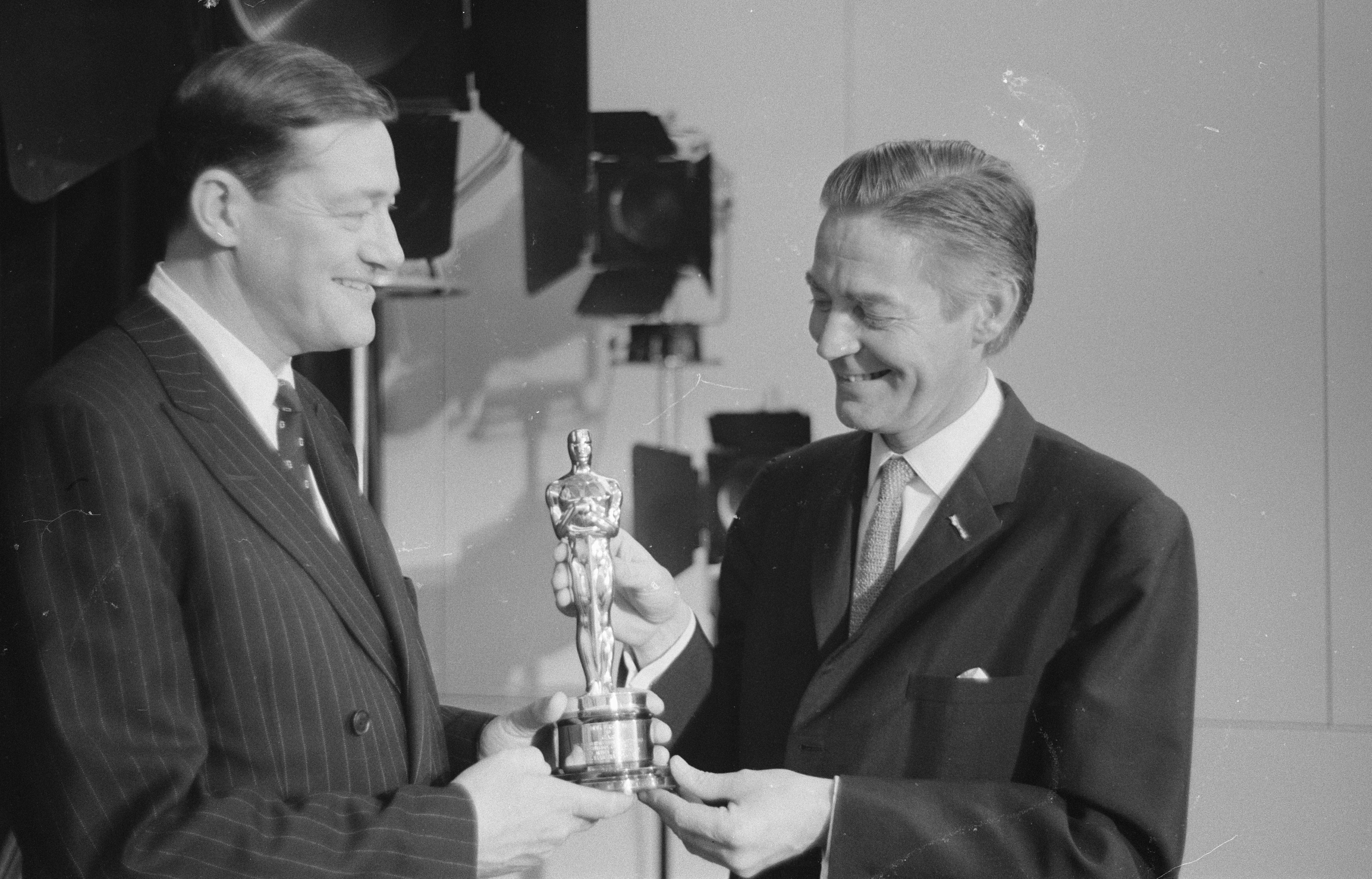
Haanstra recibe su Premio de la Academia por Glass del embajador Philip Young en 1959.

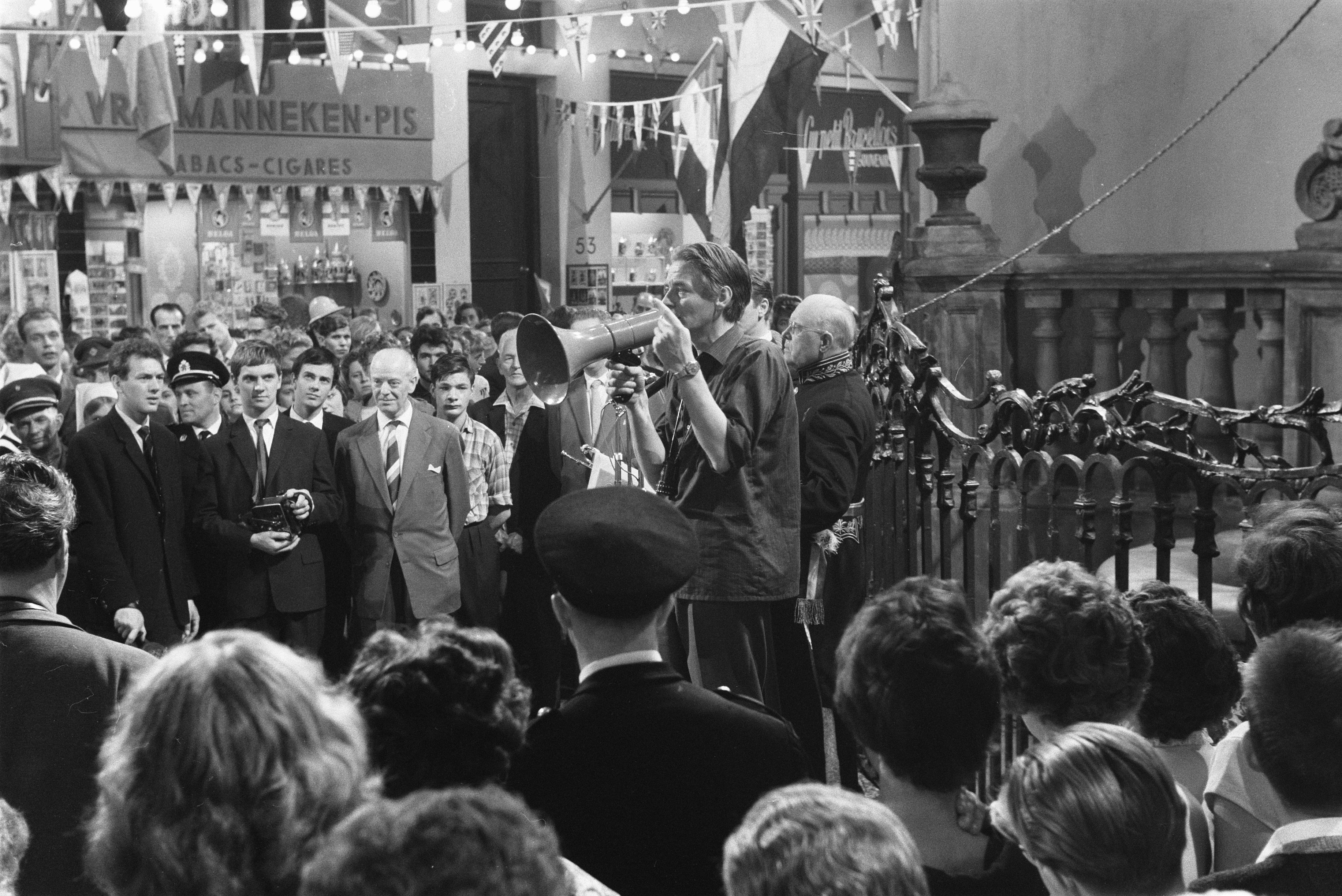
Haanstra da instrucciones sobre el set de filmación de De Zaak MP en 1960.

Haanstra se convirtió en  cineasta documental  en 1947. Obtuvo reconocimiento internacional con su cortometraje documental Spiegel van Holland (Espejo de Holanda), por el que recibió el Grand Prix du court métrage en el Festival de Cine de Cannes de 1951. Durante los años cincuenta realizó seis películas para Shell, entre ellas The Rival World (1955) sobre insectos que propagan enfermedades mortales y cómo combatirlos. En 1958 su documental Glas ganó un premio de la Academia al Mejor Cortometraje Documental.
Dirigió varias películas de ficción, entre estas,Fanfare, una comedia ambientada en un pequeño pueblo holandés, muy popular en los Países Bajos (en términos de taquilla), aunque pasó casi desapercibida en el extranjero, a pesar de haber participado en el Festival de Cine de Cannes de 1959  y en el I Festival Internacional de Cine de Moscú.
Haanstra fue oficial de la Orden de Orange-Nassau.

## Muerte
Haanstra murió el 23 de octubre de 1997 a la edad de 81 años en una residencia de ancianos de la ciudad de Hilversum, en los Países Bajos.

## Filmografía
- De Muiderkring Herleeft (1948)
- Mirror of Holland (1950)
- Nederlandse Beeldhouwkunst tijdens de late Middeleeuwen (1951)
- Panta Rhei (1952)
- Dijkbouw (1952)
- Ontstaan en Vergaan (1954)
- De Opsporing van Aardolie (1954)
- De Verkenningsboring (1954)
- The Rival World (1955)
- En de zee was niet meer (1955)
- God Shiva (1955)
- Rembrandt, schilder van de mens (1957)
- Over glas gesproken (1958)
- Glas (1958)
- Fanfare (1958)
- The Manneken Pis Case (1960)
- Delta Phase I (1962)
- Zoo (1962)
- Lewis Mumford on the City, Part 2: The City - Cars or People? (1963)
- The Human Dutch (1963)
- The Voice of the Water (1966)
- Evoluon (1967)
- Return Ticket to Madrid (1967)
- Ape and Super-Ape (1972)
- When the Poppies Bloom Again (1975)
- Nationale Parken... Noodzaak (1978)
- nl (1979)
- Nederland (1983)
- Vroeger kon je lachen (1983)
- The Family of Chimps (1984)
- Kinderen van Ghana (1988)